# Siebel Flugzeugwerke

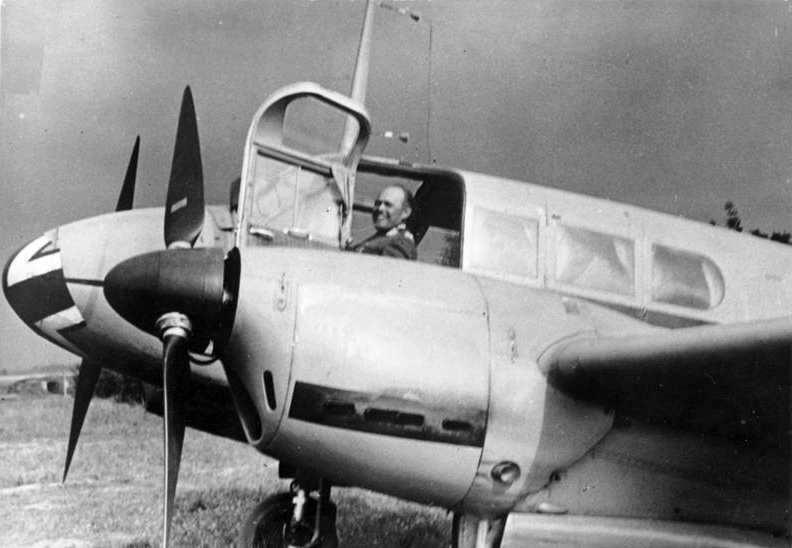
Siebel Fh 104

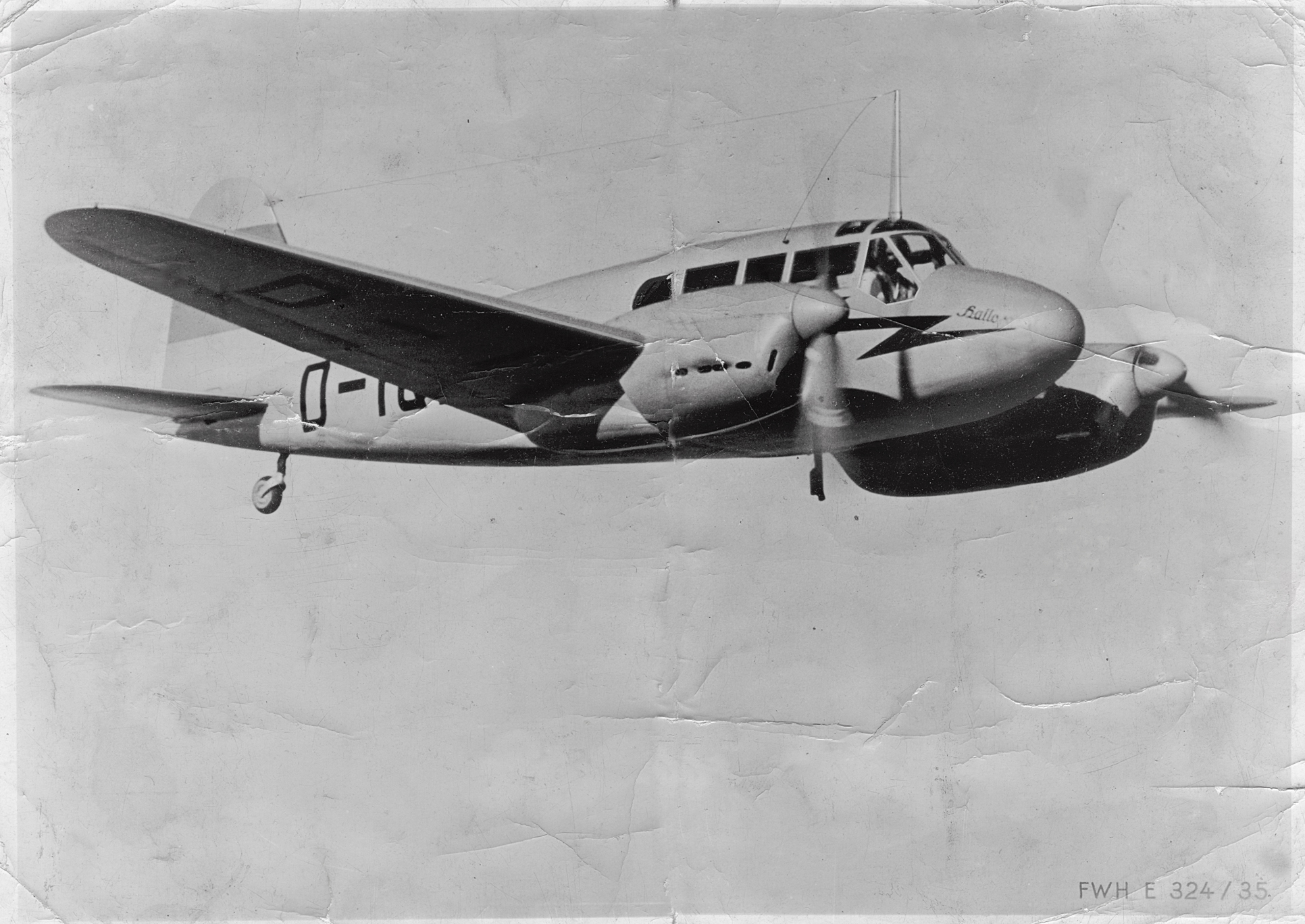
Siebel Fh 104 "Hallore" med registreringsnummer D-IQPG, byggd i Halle, Tyskland på 1930-talet

Siebel Flugzeugwerke i Halle an der Saale var en tysk flygplanstillverkare som från 1937 ägdes av Friedrich Siebel. Siebel tillverkade egna konstruktioner som Siebel Si 202 och
Siebel Fh 104 och på licens. Bland annat tillverkades versioner av Heinkel He 46, Focke-Wulf Fw 44, Dornier Do 17 och Junkers Ju 88. 
I oktober 1946 demonterades fabriken och fördes tillsammans med personalen till Ryssland. Friedrich Siebel fortsatte verksamheten 1948 i Västtyskland, från 1956 i Donauwörth, med tillverkning av flygplansdelar. 1968 gick verksamheten upp i Messerschmitt-Bölkow-Blohm.